# Ossi di seppia
Ossi di seppia è una raccolta poetica di Eugenio Montale, pubblicata il 15 giugno 1925 a Torino da Piero Gobetti.

## Genesi
Ossi di seppia è un libro sulla cui nascita non esistono documenti formali e testimonianze dirette da parte dell'autore. Realizzato in origine col nome provvisorio di "Rottami". Sul titolo della raccolta sono state formulate diverse ipotesi; quella più accreditata è che gli “ossi di seppia”, residui calcarei di molluschi che il mare deposita sulla spiaggia, alludano a una condizione vitale impoverita, ridotta all'aridità e all'inconsistenza, a una poetica degli "scarti" (a questo avrebbe alluso anche la prima opzione, "Rottami"). Quando la raccolta viene pubblicata, nel 1925, a Torino, dalla Piero Gobetti editore, essa è già frutto di una selezione piuttosto severa - il volume infatti è assai esile - operata dal poeta tra le liriche giovanili, quelle che lui stesso definirà "proto-montaliane". Inoltre, nel 1928 è stata pubblicata una seconda edizione dall'editore torinese Ribet, con l'aggiunta di sei liriche ed alcune modifiche nella struttura interna del libro. Siamo lontani, con Montale, dai progetti letterari dei maestri della letteratura: il progetto strutturato, sullo stile del canzoniere lirico, appartiene alla stagione più matura di questo poeta. Con ciò, non mancano elementi di coesione interna tra i componimenti di questa raccolta.
Nel 1983 viene pubblicato, postumo, il diario degli anni di studio di Montale, col titolo di Quaderno genovese, documento che risale alla prima metà del 1917 ed è utile per la chiarificazione delle origini poetiche di Montale. In esso compaiono infatti riflessioni e rielaborazioni giovanili sui grandi temi della letteratura europea che poi formeranno la struttura semantica della sua poesia: la maschera decadente del disadattato (il Peer Gynt di Ibsen); l'impotenza dell'inetto di fronte allo scorrere del tempo (Svevo); la vena futurista ed espressionista di un Govoni.
Utile, accanto alle suggestioni emotive delle ore di lettura, anche l'educazione musicale ricevuta fra il 1915 e il 1923. Un gruppo di liriche - di cui negli Ossi di seppia rimarrà solo Corno inglese - è dedicato infatti all'intenzione di imitare la musica con le parole.
Per ultimo vanno annotate, nella cornice della genesi poetica di Montale, le lezioni private di filosofia della sorella a cui partecipò come osservatore, e da cui trasse spunto per la lettura di spiritualisti francesi, tra cui Boutroux e Amiel. Modelli, spunti e suggestioni dei suoi studi entrano dunque a far parte della sua poetica come un residuo di forme, simboli e ritmi, che costituisce la struttura profonda della sua lingua.

## Struttura
Ossi di seppia comprende ventitré liriche, ed è una delle otto sezioni della prima raccolta di poesie di Montale: Movimenti, Poesie per Camillo Sbarbaro, Sarcofaghi, Altri versi, Ossi di seppia, Mediterraneo, Meriggi e ombre; a questi fanno da cornice un'introduzione (In limine) e una conclusione (Riviere). Alcuni critici (per esempio Mengaldo) hanno notato, nella struttura delle raccolte montaliane, un alternarsi di serie di liriche brevi e di testi più diffusi. Questo negli Ossi vale relativamente: più che di un susseguirsi di forme definite, si potrebbe parlare di un alternarsi musicale di movimenti più distesi e meditativi (come l'"adagio" di una sonata) e di sprazzi fulminei di immagini simboliche (come il "presto" o lo "scherzo"). Ecco l'indice completo della raccolta (i titoli in corsivo costituiscono in realtà il primo verso del componimento):
In limine
- Godi se il vento ch'entra nel pomario

Movimenti
- I limoni
- Corno inglese
- Quasi una fantasia
- Falsetto
- Minstrels

Poesie per Camillo Sbarbaro
- Caffè a Rapallo
- Epigramma

Sarcofaghi
- Dove se ne vanno le ricciute donzelle
- Ora sia il tuo passo'
- Il fuoco che scoppietta
- Ma dove cercare la tomba

Altri versi
- Vento e bandiere
- Fuscello teso dal muro

Ossi di seppia
- Non chiederci la parola che squadri da ogni lato
- Meriggiare pallido e assorto
- Non rifugiarti nell'ombra
- Ripenso il tuo sorriso, ed è per me un'acqua limpida (dedicata a Boris Kniaseff)
- A Lucia Dubini
- Mia vita, a te non chiedo lineamenti
- Portami il girasole ch'io lo trapianti
- Spesso il male di vivere ho incontrato
- Ciò che di me sapeste
- Là fuoriesce il Tritone
- So l'ora in cui la faccia più impassibile
- Gloria del disteso mezzogiorno
- Felicità raggiunta, si cammina
- Il canneto rispunta i suoi cimelli
- Forse un mattino andando in un'aria di vetro
- Valmorbia, discorrevano il tuo fondo
- Tentava la vostra mano la tastiera
- La farandola dei fanciulli sul greto
- Debole sistro al vento
- Cigola la carrucola del pozzo
- Arremba su la strinata proda
- Upupa, ilare uccello calunniato
- Sul muro grafito

Mediterraneo
- A vortice s'abbatte
- Antico, sono ubriacato dalla voce
- Scendendo qualche volta
- Ho sostato talvolta nelle grotte
- Giunge a volte repente
- Noi non sappiamo quale sortiremo
- Avrei voluto sentirmi scabro ed essenziale
- Potessi almeno costringere
- Dissipa tu se lo vuoi

Meriggi e ombre
- Fine dell'infanza
- L'agave su lo scoglio
- Vasca
- Egloga
- Flussi
- Clivo

II
- Arsenio

III
- Crisalide
- Marezzo
- Casa sul mare
- I morti
- Delta
- Incontro

Riviere
- Riviere

## Temi
Tematicamente, la raccolta appare come la risposta negativa e parodistica all'Alcyone dannunziano, ovvero il diario di un'estate alle Cinque Terre (Riviera Ligure). Il rovesciamento è centrato sulla figura del mare e sul rapporto ambiguo di attrazione/repulsione che il poeta ne intesse. Il titolo Ossi di seppia allude infatti allo scheletro dell'animale marino che dopo la morte galleggia sulle onde ed è trascinato a riva tra gli scarti delle profondità acquatiche, come "inutile maceria". Simbolo della maturità (profondità; orizzonte lontano e indefinibile), il mare rigetta spolpato di senso colui (l'adolescente) che esso ha assorbito nella sua fascinazione. Montale dunque affronta il tema del tempo – il tempo della vita – riducendolo a simbolo dell'alienazione e del male ("il male di vivere"), mentre D'Annunzio lo ferma in un gesto panico di ricreazione mitologica, dialogando con le divine manifestazioni del vitalismo naturale.
Il male diventa così il controcanto (quasi leopardiano) di una vita scialba, inconsistente e dell'ispirazione del primo Montale: il male della "necessità" che ci stringe e la cui unica alternativa è il caso, o il "miracolo" di un'apparizione (la figura femminile) che non è comunque riservato a noi. La critica parla, a questo proposito, di posizioni pre-esistenzialiste. Ma l'impressione di chi legge non è mai l'angoscia e la negatività emotiva: ciò che si percepisce è soprattutto la ricchezza – ancora una volta "musicale" – di cose e di termini. Scrive Pier Vincenzo Mengaldo: «… l'individuo che non riesce a vivere, a rigore neppure ad essere, proprio per ciò è massimamente capace di vedere e registrare; e la vita che non dà senso globale proprio per ciò è aggredita, non solo catalogata nei suoi aspetti fenomenici con una straordinaria aderenza al pullulare dei dati concreti e una vera e propria furia di nominazione. Ecco allora che contenuti dominati dal senso della negatività e della disgregazione vengono detti in uno stile niente affatto disgregato e smozzicato, anzi quanto mai compatto, assertivo, deciso, insomma eloquente: la compresenza di uno spirito che nega e di una pronuncia fortemente asseverativa e rotonda, che già si era data in altri modi nei padri fondatori quali Leopardi e Baudelaire, torna negli Ossi ed è uno dei motivi primi della loro importanza, permanente.»
Mentre Movimenti appartiene ancora al "protomontale" - con la comparsa di suggestioni filosofiche di tipo contingentista (I limoni e Falsetto) – nei Sarcofaghi domina il tema dell'infanzia e dell'adolescenza, e dei loro miti dai quali è necessario staccarsi, anche se l'esito è la condizione dolorosa di una maturità alienante (Dove se ne vanno le ricciute donzelle). Fondamentale è la sezione Ossi di seppia: tra le allucinanti apparizioni di un universo in crisi che è sempre sul punto di dissolversi, Montale attua una costruzione filosofica di significato fenomenologico ed esistenziale (Non chiederci la parola; Meriggiare pallido e assorto; Spesso il male di vivere ho incontrato; Cigola la carrucola del pozzo). In Mediterraneo viene in piena luce il tema del mare, sviluppato sul piano del rapporto esistenziale tra adolescenza e maturità (Scendendo qualche volta). Con Meriggi e ombre Montale "ripercorre idealmente la storia della propria vita" (A. Marchese) da Fine dell'infanzia ad Arsenio, che rappresenta il contributo montaliano alla figura novecentesca dell'antieroe e per la cui comprensione la critica rimanda alla lettura del Consalvo di Leopardi.

## Struttura metrica
Il tempo in cui furono scritti gli Ossi di seppia fu quello di futuristi e vociani, con la rottura del ritmo, della forma, della stessa struttura sintattica nei suoi componenti elementari. L'apparente distacco di Montale dagli eventi esterni - apparente in quanto egli seppe fare i conti con essi, trasformandoli alla luce delle proprie esigenze - si traduce in questa raccolta in una consapevole e misurata ricostruzione del verso nella sua forma "classica". Montale sembra dirci che una poetica che abbia come oggetto la disgregazione del senso e della vita può servirsi con più utilità, per raggiungere i suoi scopi, di una forma chiara e semplice nella sua rigorosità costruttiva.
Si può notare in questa preferenza per lo stile classico del verso un parallelo con l'atteggiamento dannunziano, che va tuttavia distinto: in D'Annunzio il recupero del passato è funzionale ad un "messaggio" ideologico, ad un "programma" poetico che intende agganciare un'idea di cultura già presente nella memoria storica con il suo bagaglio di simboli e significati. Nel nostro, il classico è uno strumento linguistico-formale, al contrario dello sperimentalismo delle avanguardie. Si è infatti talvolta paragonata la struttura ritmica degli Ossi di seppia a quella delle Myricae di Pascoli.
La semplice classicità di Montale è arricchita dall'uso della musicalità della lingua: rime, assonanze e consonanze, nonché l'uso raffinato della sintassi poetica, e altri effetti sonori.
Ecco un quadro metrico dei componimenti più importanti della raccolta, da cui è facile ricavare una chiara immagine complessiva dello stile metrico dell'opera:
| Titolo                             | Strofe                                            | Versi                                     |
| ---------------------------------- | ------------------------------------------------- | ----------------------------------------- |
| In limine                          | Quartine irregolari a rime incrociate e alternate | Endecasillabi e settenari                 |
| I limoni                           | Strofe libere                                     | Prevalentemente endecasillabi e settenari |
| Corno inglese                      | Strofe libere                                     |                                           |
| Falsetto                           | Tre strofe "a canzone" con distico finale         | Versi vari                                |
| Non chiederci la parola            | Quartine                                          | Versi vari                                |
| Meriggiare pallido e assorto       | Quartine irregolari                               | Versi liberi                              |
| Mia vita, a te non chiedo          | Quartine                                          | Endecasillabi                             |
| Portami il girasole                | Quartine                                          | Versi liberi                              |
| Spesso il male di vivere           | Quartine                                          | Endecasillabi                             |
| Gloria de disteso mezzogiorno      | Quartine                                          | Versi vari                                |
| Il canneto rispunta i suoi cimelli | Quartine                                          | Endecasillabi e un settenario             |
| Forse un mattino andando           | Quartine                                          | Versi liberi                              |
| Cigola la carrucola del pozzo      |                                                   | Endecasillabi                             |
| Arremba su la strinata proda       | Quartine                                          | Versi liberi                              |

## Lingua
Nella lingua di Montale ritroviamo musica e pittura, e in buona misura la lingua di Dante, di D'Annunzio e di Pascoli.
Il "dantismo" di Montale è generalmente considerato un fenomeno unico nel Novecento italiano per intensità e attualizzazione delle situazioni: la lingua pietrosa e aspra e il fascino della condizione umana "infernali" hanno trovato in Montale un'eco di grande forza. Come per le scelte metriche della raccolta, anche le citazioni non hanno lo scopo di istituire un collegamento con un passato idealizzato - quasi una sorta di passaggio di testimone tra poeti "incoronati" -, ma quello puramente strumentale di arricchire la lingua di apporti espressivi, anche se la citazione di un classico trascina sempre con sé i risvolti profondi del suo mondo di riferimento (Meriggiare). 

Invece la lezione di Pascoli, perfettamente assorbita da Montale, fu la scelta di una terminologia esatta e specifica, soprattutto per gli elementi della flora e della fauna: la scientificità di una lingua trasformata in lente di ingrandimento per tutto ciò che è piccolo e comune, così comune da non avere nome (almeno in letteratura); il senso di una natura ostile e minacciosa; un certo "impressionismo interiore" (Mengaldo) caratterizzato dall'associazione quasi sinestesica tra eventi naturali e situazioni emotive (Mediterraneo, Scendendo qualche volta).
A D'Annunzio, infine, va ricondotta - come già detto - la ricerca metrico-ritmica, e il gusto per l'invenzione delle parole, che si può far risalire al rapporto privilegiato con la natura, in alcuni momenti deformata allo sguardo del poeta dalla sua stessa forza vitale - non più positiva come in Alcyone ma negativa.

Esiste un nesso tra l'"aura" fenomenologica della poetica degli Ossi di seppia e le scelte linguistiche del loro autore; seguendo la lezione critica di Pier Vincenzo Mengaldo, così si individua:
1. l'uso di parole rare non per la loro forma, ma per il loro ricorrere una volta sola in tutta la raccolta – in tal senso l'unicità oggettiva di ogni cosa è definitivamente marcata da un suo segno linguistico irripetibile;
2. la scelta di singole parole "letterarie" (soprattutto dantesche e dannunziane) private di un contesto riconoscibile, tale che il lettore possa subito vedere in trasparenza la loro origine, trasforma anch'esse in elementi espressionistici utili a marcare la rarità delle cose, più che delle parole;
3. L'uso di una terminologia precisa impedisce il crearsi di qualsiasi alone simbolico attorno alle parole: più che evocare qualcos'altro, la parola di Montale "rimbalza" sul lettore come una domanda che non ha ricevuto risposta.

Il soggettivismo linguistico di Montale (che consiste in un'assoluta libertà di scelta nel repertorio lessicale – dalla lingua storica a quella scientifica) diviene così strumento per denotare le cose di una forte oggettività.

## Edizioni
- Ossi di seppia, Torino, Piero Gobetti editore, 15 giugno 1925 (I edizione); Appendice di Alessia Pedio, Collana Edizioni Gobettiane, Roma, Edizioni di Storia e Letteratura, 2015, ISBN 978-88-637-2729-6.
- Ossi di seppia, Con un'introduzione di Alfredo Gargiulo, Torino, fratelli Ribet editori, 1928. (Seconda edizione riveduta con ristrutturazioni e ampliamenti, 6 poesie aggiunte: Vento e bandiere, Fuscello teso dal muro, I morti, Delta, Incontro, Arsenio; e una eliminata: Musica sognata)
- Ossi di seppia, Lanciano, Giuseppe Carabba editore, 1931. (Terza edizione)
- Ossi di seppia, Lanciano, editore R. Carabba, 1941. (Quarta edizione)
- Ossi di seppia, Nota dell'Autore, Torino, Einaudi, 1942. (Quinta edizione)
- Ossi di seppia, Sesta edizione, Torino, Einaudi, 1942. (ristampa, con lievi modifiche alla Nota di Montale)
- Ossi di seppia, Settima edizione, Torino, Einaudi, 1943. (ristampa, con lievi modifiche alla Nota di Montale)
- Ossi di seppia, Collana I poeti dello Specchio, Verona, Arnoldo Mondadori Editore, gennaio 1948; Collana Oscar Classici Moderni, Mondadori, 1995-2001, ISBN 978-88-044-9269-6.
- Ossi di seppia, in: L'opera in versi, a cura di Rosanna Bettarini e Gianfranco Contini, Collezione I Millenni, Torino, Einaudi, 1981-1997, ISBN 978-88-065-0906-4.
- in:  Tutte le poesie, a cura di Giorgio Zampa, collana I Meridiani, Milano, Mondadori, 1984, ISBN 978-88-042-4072-3. - Collana Oscar Grandi Classici, Mondadori, 1995, ISBN 978-88-043-4048-5; in: Opere complete, Collezione I Meridiani, Mondadori, 1996, ISBN 978-88-044-2159-7; Collezione I Meridiani Collezione, Mondadori, 2005; Collana Oscar Moderni, Mondadori, 2016, ISBN 978-88-046-8432-9.
- Ossi di seppia, edizione commentata a cura di Pietro Cataldi e Floriana D'Amely, con un saggio di Pier Vincenzo Mengaldo e uno scritto di Sergio Solmi (saggio del 1926), Collana Oscar Poesia del Novecento n.62, Milano, Mondadori, 2003, ISBN 978-88-045-2101-3; Collana Oscar Moderni, Mondadori, 2016, ISBN 978-88-046-6827-5; ed. aggiornata, Collana Lo Specchio, Mondadori, 2024, ISBN 978-88-047-8475-3.
- Ossi di seppia, collana Oscar Moderni, con uno scritto di Giuseppe Montesano, Milano, Mondadori, 2024, ISBN 978-88-047-7925-4. (edizione senza note, testo ripreso da L'opera in versi, Einaudi, 1981)